# George Bibb Crittenden

George Bibb Crittenden

George Bibb Crittenden (* 20. März 1812 in Russellville, Kentucky; † 27. November 1880 in Danville, Kentucky) war ein Offizier des US-Heeres, ein Offizier der Republik Texas, Rechtsanwalt und General des konföderierten Heeres im Sezessionskrieg.

## Leben
Crittenden war der Sohn des bekannten US-Politikers John J. Crittenden. Sein Bruder Thomas Leonidas Crittenden und sein Cousin Thomas Turpin Crittenden wurden später beide Generale im US-Heer. Er selbst beendete 1832 sein Studium an der Militärakademie in West Point, New York als 26. seines Jahrgangs und diente anschließend als Leutnant im 4. US-Infanterie-Regiment im Black-Hawk-Krieg. 1833 nahm er seinen Abschied, ging an die Transylvania University in Lexington, Kentucky, und studierte Jura. Nach seinem Studium arbeitete er als Rechtsanwalt.
1842 zog Crittenden nach Texas, das von 1836 bis 1845 ein souveräner Staat war. Dort trat er ins texanische Heer ein. Während der Mier Expedition 1843 wurde er vom mexikanischen Heer gefangen genommen und später ausgewiesen. 1846, bei Ausbruch des Mexikanisch-Amerikanischen Krieges ging er zurück in das US-Heer und kämpfte mit den Mounted Rifles in der Schlacht von Contreras und der Schlacht von Churubusco. 1847 wurde er dafür ausgezeichnet.
Kurz vor Ausbruch des Bürgerkriegs trat Crittenden am 16. März 1861 als Oberst in das in der Entstehung begriffene konföderierte Heer ein. Am 15. August 1861 wurde er zum Brigadegeneral befördert und diente in der konföderierten Potomac-Armee in Virginia. Bereits am 9. November 1861 wurde er zum Generalmajor befördert und bekam das Kommando in Ost-Tennessee übertragen. Am 19. Januar 1862 wurde Crittenden von einer Unionstruppen unter George Henry Thomas im Gefecht bei Mill Springs vernichtend geschlagen. Dies war der erste wichtige Erfolg der Nordstaaten, die damit eine erste Bresche in die konföderierte Abwehrfront im südlichen Kentucky geschlagen hatten.
Crittenden wurde vorgeworfen, die Niederlage verschuldet zu haben und möglicherweise im Dienst betrunken gewesen zu sein. Er wurde seines Kommandos enthoben und reichte nach langwierigen Querelen und Untersuchungen noch im selben Jahr seinen Abschied ein. Bis zum Kriegsende diente er in untergeordneten Verwendungen als Colonel. Nach dem Krieg arbeitete Crittenden von 1867 bis 1871 als Bibliothekar für den Bundesstaat Kentucky.